# Citoyenneté canadienne honoraire
Pour les articles homonymes, voir Citoyen d'honneur.
 (décembre 2017).
Si vous disposez d'ouvrages ou d'articles de référence ou si vous connaissez des sites web de qualité traitant du thème abordé ici, merci de compléter l'article en donnant les références utiles à sa vérifiabilité et en les liant à la section « Notes et références ».

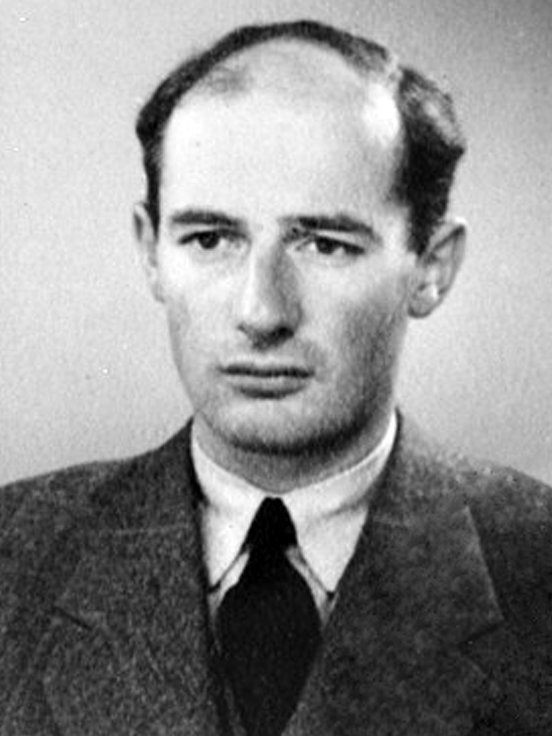
Raoul Wallenberg

La citoyenneté canadienne honoraire s'applique lorsque la citoyenneté canadienne est donnée à une personne par le gouverneur général, avec la permission du Parlement du Canada, aux citoyens étrangers de mérite exceptionnel. Ce type de citoyenneté est symbolique et la personne n'est pas obligée de prendre le serment de citoyenneté. Le récipiendaire ne reçoit aucun des droits, des privilèges ou des obligations des citoyens canadiens.

## Personnalités élues à la citoyenneté canadienne honoraire
Jusqu'en 2023, sept personnes ont reçu la citoyenneté canadienne honoraire :
- Raoul Wallenberg (1912-1947/1952), diplomate suédois et héros de l'Holocauste. Accordée en 1985, après sa mort[1].
- Nelson Mandela (1918-2013), ancien président d'Afrique du Sud et récipiendaire du prix Nobel de la paix de 1993. Accordée en 2001[2].
- Tenzin Gyatso (1935-), le 14e dalaï-lama et récipiendaire du prix Nobel de la paix de 1989. Accordée en 2006[3].
- Aung San Suu Kyi (1945-), Première ministre élue de Birmanie et récipiendaire du prix Nobel de la paix de 1991. Accordée en 2007 ; elle est la seule personne à recevoir la citoyenneté canadienne honoraire alors qu'elle est emprisonnée. En raison de son déni du génocide des Rohingya et de son inaction volontaire pour l’empêcher, la citoyenneté d’honneur lui a été retirée en 2018[4].
- Karim Aga Khan IV (1936-2025), chef spirituel des ismaéliens nizârites. Accordée en 2009[5].
- Malala Yousafzai (1997-), militante pakistanaise pour le droit des femmes à l'éducation. Accordée en 2017[6].
- Vladimir Kara-Mourza (1981-), homme politique, journaliste, cinéaste et prisonnier politique russe. Accordée en 2023[7],[8].